# Comuna Vaxholm
Vaxholm (Vaxholms kommun) este o comună din comitatul Stockholms län, Suedia, cu o populație de 11.188 locuitori (2013).

## Geografie

### Zone urbane
Lista celor mai mari zone urbane din comună (anul 2015) conform Biroului Central de Statistică al Suediei:
| Nr | Zona urbană | Pop.  |
| -- | ----------- | ----- |
| 1  | Vaxholm     | 4.849 |
| 2  | Resarö      | 3.249 |
| 3  | Rindö       | 1.100 |
| 4  | Kullö       | 904   |
| 5  | Tynningö    | 380   |
| 6  | Skarpö      | 290   |

## Demografie
| \| Evoluția demografică în comuna Vaxholm, 1970–2015 \| Evoluția demografică în comuna Vaxholm, 1970–2015 \| Evoluția demografică în comuna Vaxholm, 1970–2015 \| Evoluția demografică în comuna Vaxholm, 1970–2015 \| Evoluția demografică în comuna Vaxholm, 1970–2015 \| \| ----------------------------------------------------------------------------------------------------- \| ------------------------------------------------- \| ------------------------------------------------- \| ------------------------------------------------- \| ------------------------------------------------- \| \| An \| \| \| Locuitori \| \| \| 1970 \| 1970 \| \| 4786 \| 4786 \| \| 1975 \| 1975 \| \| 4874 \| 4874 \| \| 1980 \| 1980 \| \| 4851 \| 4851 \| \| 1985 \| 1985 \| \| 6325 \| 6325 \| \| 1990 \| 1990 \| \| 6779 \| 6779 \| \| 1995 \| 1995 \| \| 8215 \| 8215 \| \| 2000 \| 2000 \| \| 9286 \| 9286 \| \| 2005 \| 2005 \| \| 10123 \| 10123 \| \| 2010 \| 2010 \| \| 10965 \| 10965 \| \| 2015 \| 2015 \| \| 11380 \| 11380 \| \| Sursa: SCB - Statistika Centralbyrån, Folkmängd efter region, civilstånd, ålder och kön. År 1968–2016 \| \| \| \| \| |      |  |           |       |
| Evoluția demografică în comuna Vaxholm, 1970–2015 |      |  |           |       |
| An |      |  | Locuitori |       |
| 1970 | 1970 |  | 4786      | 4786  |
| 1975 | 1975 |  | 4874      | 4874  |
| 1980 | 1980 |  | 4851      | 4851  |
| 1985 | 1985 |  | 6325      | 6325  |
| 1990 | 1990 |  | 6779      | 6779  |
| 1995 | 1995 |  | 8215      | 8215  |
| 2000 | 2000 |  | 9286      | 9286  |
| 2005 | 2005 |  | 10123     | 10123 |
| 2010 | 2010 |  | 10965     | 10965 |
| 2015 | 2015 |  | 11380     | 11380 |
| Sursa: SCB - Statistika Centralbyrån, Folkmängd efter region, civilstånd, ålder och kön. År 1968–2016 |      |  |           |       |